# Vizcondado de San Antonio de Pomasque
El vizcondado de San Antonio de Pomasque fue un título nobiliario español otorgado, con naturaleza de vizcondado previo, el 16 de marzo de 1751, por el rey Fernando VI de España, a favor de Antonio Flores y de Vergara, natural de Ambato, en el Virreinato de Nueva Granada (hoy, Ecuador).
La denominación hace referencia a la localidad de San Antonio de Pomasque o Lulumbamba, que ya existía en 1692, y que se encontraba situada en el Valle de Pomasqui, en el entonces Corregimiento de Quito, hoy Ecuador.
Por su naturaleza de vizcondado previo, el título revirtió a la Corona cuando se le entregó a su titular la merced hereditaria y perpetua de Marquesado de Miraflores, en 1751; título que fue rehabilitado en 1984 con la actual denominación de "Miraflores de San Antonio".